# Tomasz Szczeciński
Tomasz "Rastaman" (lub "Rastek") Szczeciński (ur. 1956 w Warszawie) – polski gitarzysta basowy. W latach 1979–1984 był związany z zespołem Tilt. Grał także w zespole Brygada Kryzys. Obecnie DJ radiowy i klubowy, występujący pod pseudonimem Que Sabroso. Występuje również z zespołem Masala Soundsystem.